# Park Baden-Powella w Łodzi

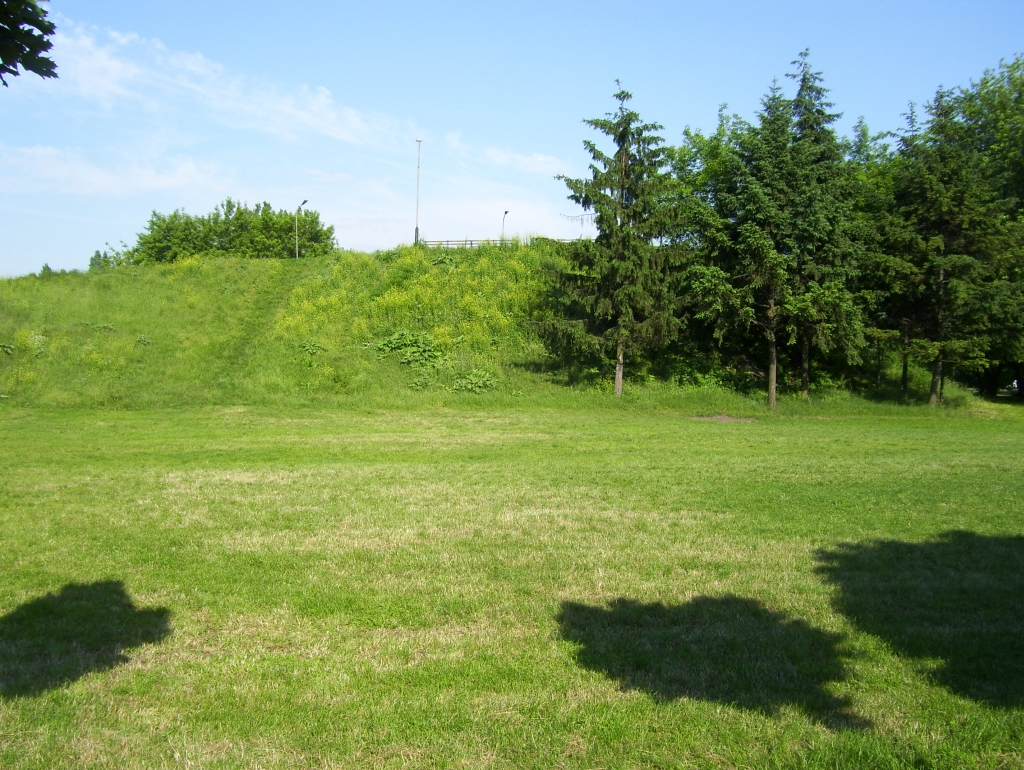
Górka

Park im. Roberta Baden-Powella – Naczelnego Skauta Świata (do 8 września 2007 jako Park Rozrywkowy) – łódzki park, utworzony w 1970 roku na powierzchni 15,8 ha, na skraju osiedla Radiostacja, w rejonie ulic Stanisława Małachowskiego i Niciarnianej. Park nazwano imieniem brytyjskiego generała Roberta Baden-Powella, twórcy skautingu w ramach obchodów setnej 100. rocznicy ruchu skautowego na świecie.
Park ten od zachodu graniczy z Parkiem im. 3 Maja (ulica Konstytucyjna przerywa swój bieg na tym odcinku, jej planowane przedłużenie wiedzie pomiędzy parkami), od południa z torami kolejowymi linii Łódź Fabryczna – Koluszki (Linia kolejowa nr 17). 
W centralnej części parku znajdują się m.in.
- boiska do streetballu i stoły do tenisa stołowego,
- górka,
- amfiteatr,
- place zabaw dla dzieci.

W północno-zachodnim rogu parku (u zbiegu ulic Małachowskiego i Konstytucyjnej) wybudowana została hala sportowa, od której na południe znajdują się dwa boiska piłkarskie, a przy jego północnym brzegu jest miasteczko ruchu drogowego.

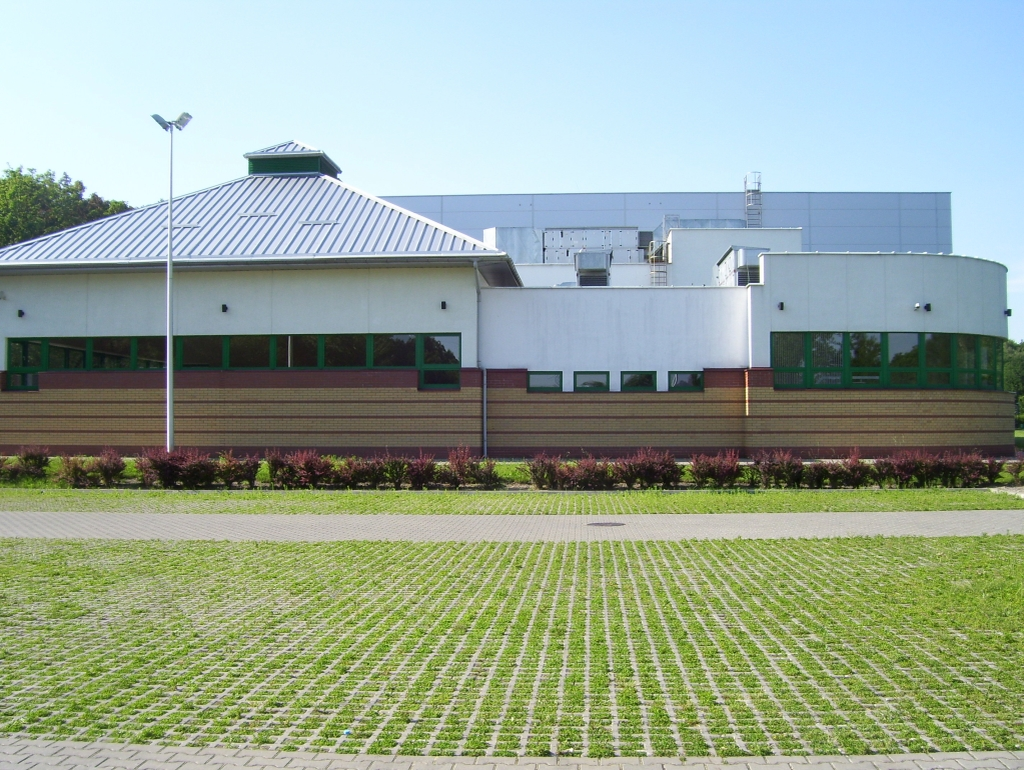
Hala sportowa (na granicy z parkiem 3 Maja)